# Tomás del Negro
Tomás del Negro (Lisboa, 5 de juliol de 1850 - ?, 1933) fou un compositor portuguès del Romanticisme.
Estudià en el Conservatori de la seva ciutat nadiua, va pertànyer a l'orquestra del Teatro Nacional de São Carlos, i el 1879 passà a Madrid, on aconseguí el primer lloc en un concurs de trompa de l'orquestra del Teatre Reial. De retorn a Lisboa, tornà a l'orquestra del citat teatre de São Carlos, i també figurà en del teatre Príncipe Real de Porto.
Amb la col·laboració de Pereira, se li deuen, la lletra i música de l'obra de gran espectacle O porteiro do Inferno, i les operetes i peces teatrals Kin fá na China, Tentação, Capitão Lobis-homen, Aventura regia, Mestre d'armas, Filhos do capitão-mor, Retalhos, Kiki, Segredo da pastora, Musa dos estudantes, O pagem d'el rei, etc.